# Полцента с изображением Свободы в классическом стиле
Полцента с изображением Свободы в классическом стиле — монеты США номиналом в полцента. Чеканились с 1809 по 1836 год. За всё время было выпущено более 3,5 миллионов экземпляров.

## История
В 1807 году было произведено изменение дизайна находящихся в обиходе монет. Новые полуцентовики стали чеканиться с 1809 года. Вместо драпированного бюста Свободы гравёром Джоном Райхом на монеты был помещён бюст женщины, моделью для которого стала любовница гравёра. В отличие от серебряных и золотых монет, на которых Свобода изображалась во фригийском колпаке — символе свободы и революции, на полуцентовой и центовой монетах изображение было представлено в классическом стиле. Волосы были обрамлены лентой с надписью «LIBERTY».
Изображение на монете аналогично центу с изображением Свободы в классическом стиле.

## Тираж
| Год  | Отчеканено в Филадельфии |
| ---- | ------------------------ |
| 1809 | 1 154 572                |
| 1810 | 215 000                  |
| 1811 | 63 140                   |
| 1825 | 63 000                   |
| 1826 | 234 000                  |
| 1828 | 606 000                  |
| 1829 | 487 000                  |
| 1831 | (около 25)               |
| 1832 | 51 000 (около 25)        |
| 1833 | 103 000 (около 25)       |
| 1834 | 141 000 (около 25)       |
| 1835 | 398 000 (около 25)       |
| 1836 | (около 25)               |

(в скобках обозначено количество монет качества пруф)
Суммарный тираж монеты составляет более 3,5 миллионов экземпляров.